# Дейнократ

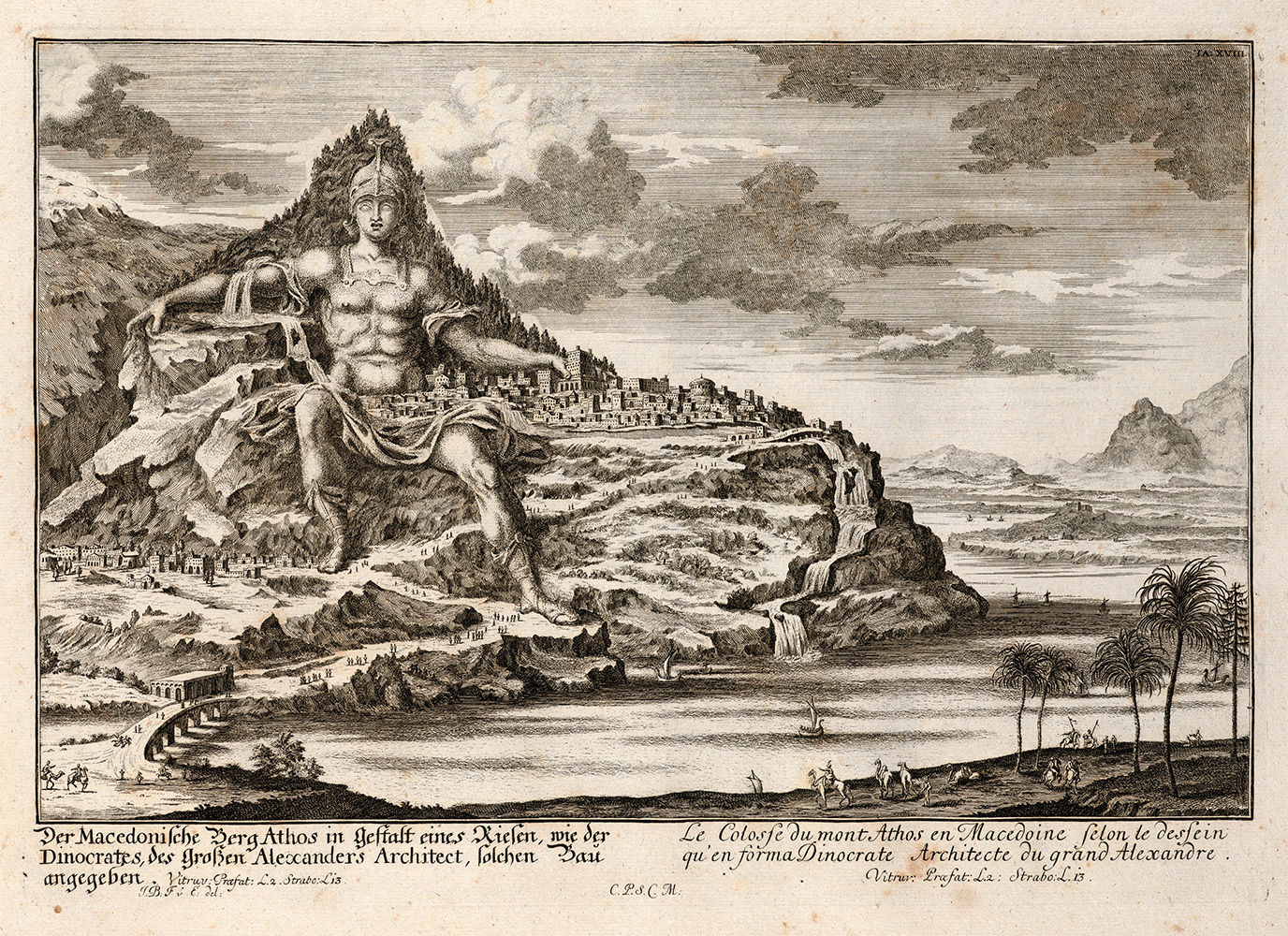
Гравюра по рисунку Й. Б. Фишера фон Эрлаха «Памятник Александру Великому» (1721), иллюстрирующая замысел Дейнократа относительно горы Афон

Дейнократ (Δεινοκράτης, лат. Dinocrates, IV век до н. э.) — архитектор Александра Македонского.

## Биография
О жизни Дейнократа почти ничего не известно. Судя по рассказу Витрувия, Дейнократ был близок по возрасту Александру. Античные авторы расходятся во мнении о его происхождении. По мнению Витрувия и Солина, Дейнократ происходил из Македонии. Другие авторы — Псевдо-Каллисфен, Юлий Валерий и Ахилл Татий — считают его выходцем с Родоса. Существует и другая транскрипция имени архитектора, в частности в трактате Плиния Старшего: Динохар. По одним предположениям, Дейнократ и Динохар это один и тот же человек, по другим — два разных архитектора. Первый разработал план города Александрия, а второй — несколько позднее его перестраивал.
Появление Дейнократа на исторической сцене красочно описано в трактате Витрувия:
«…Архитектор Динократ, полагаясь на свои замыслы и мастерство, отправился, в царствование Александра, из Македонии в ставку добиваться царского благоволения. Со своей родины он захватил с собой письма от друзей и близких к высшим начальникам и вельможам, чтобы облегчить себе к ним доступ, и, будучи вежливо ими принят, попросил их как можно скорее быть представленным Александру. Они это ему обещали, но медлили, дожидаясь удобного случая. Тогда Динократ, подозревая, что над ним издеваются, решил постоять за себя сам. А был он высокого роста, красив лицом и очень статен и виден собою. И вот, рассчитывая на эти природные данные, он разделся на постоялом дворе, натёрся маслом, на голову надел тополевый венок, на левое плечо накинул львиную шкуру и, держа в правой руке палицу, явился перед судилище царя, разбиравшего тяжбу. Когда народ обернулся на это невиданное зрелище, взглянул на Динократа и Александр. Восхищённый им, он приказал пропустить его к себе и спросил, кто он такой. „Динократ, — ответил тот, — македонский архитектор, принесший тебе замыслы и проекты, достойные твоей славы“…» 

## Творения
К произведениям Дейнократа на основании сообщений античных авторов причисляются следующие:

### Проект статуи из горыАфон
При первой аудиенции Дейнократ, согласно тексту Витрувия, предложил Александру сделать из горы Афон «изваяние в виде мужа» (намекая на самого Александра), «в левой руке которого изобразить укреплённый город, а в правой — чашу, вбирающую воду всех находящихся на горе потоков, чтобы из неё она вытекала в море». Предложение Дейнократа понравилось Александру, однако от его реализации он отказался, сказав, что достойнее для великого правителя сделать себе памятник иным образом: построить город на более подходящем месте, но оставил архитектора при дворе. Эта легенда переосмысливалась архитекторами и скульпторами в эпоху итальянского Возрождения и барокко. Согласно воспоминаниям Асканио Кондиви, ученика великого Микеланджело Буонарроти, однажды, осматривая горный пик в Карраре, Микеланджело сказал: хорошо бы сделать из цельной горы огромную статую. Возможно, что этот рассказ вдохновил архитектора и рисовальщика австрийского барокко Фишера фон Эрлаха Старшего на создание композиции «Памятник Александру Великому».

### План Александрии Египетской
На западной оконечности дельты Нила, в 332 г. до н. э., Александр задумал основать большой новый город, план которого был разработан Дейнократом. По сообщению античных авторов, царь наметил контуры будущего города, а разбивкой кварталов на местности в соответствии с планом Дейнократа руководил сатрап Египта Клеомен из Навкратиса.
Город был распланирован по типичной для греческих полисов гипподамовой системе. Однако огромные размеры города и наличие в его планировочной структуре нетипичных для полиса сооружений — царского дворца и ряда монументальных общественных зданий — позволяют говорить об Александрии как о первом и самом удачном образце градостроительства эпохи эллинизма .
План Александрии — самое известное творение Дейнократа.

### Погребальный катафалк для Гефестиона
После смерти в конце 324 г. до н. э. любимого друга Александра, Гефестиона, для погребальных торжеств по проекту Дейнократа был построен огромный многоярусный катафалк, напоминающий зиккурат. Это сооружение занимало площадь 1 х 1 стадий (180 х 180 м) и поднималось в высоту на 130 футов (около 40 м).
Плутарх сообщает следующее:
«…На похороны, сооружение могильного кургана и на убранство, потребное для исполнения всех обрядов, Александр решил потратить десять тысяч талантов, но он хотел, чтобы совершенство исполнения превзошло денежные затраты. Более чем всеми другими мастерами, Александр дорожил Дейнократом, замыслы которого отличались великолепием, дерзостью, блеском и новизной…» 
Диодор Сицилийский приводит описание самого сооружения:
«…Начальники и друзья, каждый стремясь угодить царю, заказали изображения Гефестиона из слоновой кости, золота и других материалов, ценимых людьми. Сам он собрал строителей и толпу искусных мастеров, чтобы на пространстве в 10 стадиев снести стену и отобрать обожженный кирпич. Он велел выровнять место для алтаря и воздвигнуть квадратный алтарь со сторонами каждая в один стадий.
(2) Постройка была разбита на 30 комнат; крыша сделана из стволов финиковых пальм: все сооружение имело вид четырехугольника. Вокруг расставлены были всяческие украшения. Фундамент сложили из 240 золотых носов пентер; на их „ушах“ было 2 лучника, припавших на колено, высотой в 4 локтя и статуи вооруженных людей; промежутки были завешаны шерстяной пурпурной материей.
(3) Над ними, во втором этаже, стояли канделябры высотой в 15 футов с золотыми венками на ручках; на верхушке, около места, где зажигался огонь, находились орлы, распростершие крылья и глядевшие вниз; основание обвивали змеи, смотревшие на орлов. В третьем этаже изображена была охота на разных во множестве представленных зверей.
(4) Четвертый этаж занимала кентавромахия, отлитая из золота; в пятом стояли вперемешку золотые львы и быки. На самом верху поместили македонское и варварское оружие: одно свидетельствовало о победе, другое — о поражении. Надо всем поднимались сирены, внутри полые, чтобы там могли спрятаться певцы, исполнявшие погребальный плач.
(5) Сооружение возвышалось более чем на 130 футов…» 
После всех прощальных ритуалов огромный катафалк с телом Гефестиона внутри был сожжён.

### Другие работы
Считается, что Дейнократ восстанавливал храм Артемиды Эфесской и мог быть автором некоторых храмов, построенных по заказу первых Птолемеев.